# Suzanne Farrellová
Suzanne Farrellová, původním jménem Roberta Sue Fickerová (* 16. srpna 1945 Cincinnati), je americká baletka. 
Tančit začala v osmi letech a absolvovala konzervatoř v rodném Cincinnati. V roce 1960 získala stipendium Fordovy nadace a  nastoupila na School of American Ballet, kde ji vedl George Balanchine. Byla přijata do Balanchinova souboru New York City Ballet, kde se v roce 1965 stala primabalerínou. Její nejvýznamnější rolí byla Dulcinea v nastudování Dona Quijota. Balanchine ji označoval za svoji múzu a dělal jí milostné návrhy, Farrellová však jako věřící katolička odmítla vztah se ženatým mužem a v roce 1969 New York City Ballet opustila.
Tančila pak v představeních choreografů Maurice Béjarta, Petera Martinse a Jeromeho Robbinse. Vystupovala ve Vídeňské státní opeře, Velkém divadle v Moskvě a v baletu Pařížské opery. V roce 1975 se do NYCB vrátila a spolupracovala s Balanchinem až do jeho smrti v roce 1983.
Od roku 1989 omezila v důsledku artritidy vystupování a zaměřila se na pedagogickou činnost. Spolu s Toni Bentleyovou vydala autobiografickou knihu Holding On to the Air. V roce 1996 o ní byl natočen celovečerní životopisný dokument Suzanne Farrell: Elusive Muse. V roce 2000 založila vlastní společnost Suzanne Farrell Ballet vystupující ve washingtonském John F. Kennedy Center for the Performing Arts. Vyučovala tanec na Florida State University. V roce 2003 obdržela Národní medaili za umění a o dva roky později Prezidentskou medaili svobody. Má čestné doktoráty Harvardovy univerzity i Yaleovy univerzity a byla přijata do American Philosophical Society.
Jejím manželem byl v letech 1969–1997 tanečník Paul Mejia.